# Otto Linsenmaier
Otto Linsenmaier (* 13. Mai 1918 in Stetten im Remstal; † 23. Juni 2009 in Fellbach) war ein Württemberger Weinbauexperte und Leitender Ministerialrat a. D.

## Leben
Linsenmaier studierte Landwirtschaft in Gießen und Hohenheim. Während des Studiums wurde er im Wintersemester 1942/43 Mitglied der Kameradschaft Ritter von Rompf Gießen. In seiner Promotion befasste er sich mit betriebswirtschaftlichen Fragen des Weinbaus. 1952 bis 1957 Leiter des Pflanzliche Erzeugung beim  Regierungspräsidium in Stuttgart.  Danach Weinbaureferent im Ministerium für Ernährung, Landwirtschaft und Forsten des Landes Baden-Württemberg. 1970 bis 1985 Lehrauftrag für Weinbau an der Universität Hohenheim. Autor zahlreicher einschlägiger Publikationen. Besondere Verdienste hat sich Dr. Linsenmaier bei der Planung und Realisation des Weinbaulehrpfades am Kappelberg erworben.

## Werke
Er veröffentlichte zahlreiche weinspezifische Aufsätze und Bücher:
- Otto Linsenmaier: Der Trollinger und seine Verwandten. Gesellschaft für Geschichte des Weines, Wiesbaden 1989.
- Alfred Hofmann, Otto Linsenmaier: Kenner trinken Württemberger. Südwestdeutsche Verlagsanstalt, Mannheim 1979.
- Alfred Hofmann, Otto Linsenmaier: Rund um den Württemberger Wein. Südwestdeutsche Verlagsanstalt, Mannheim 1979.
- Otto Linsenmaier: Weinberg, Kelter und Keller. Ulmer, Stuttgart 1955.
- Otto Linsenmaier: Aufwand, Ertrag und Erzeugungskosten im württembergischen Weinbau. Hohenheim 1951.